# Lendowo-Budy
Lendowo-Budy is een plaats in het Poolse district  Wysokomazowiecki, woiwodschap Podlachië. De plaats maakt deel uit van de gemeente Nowe Piekuty en telt 60 inwoners.